# Philip Zimbardo
Philip Zimbardo (New York, 23 maart 1933 – San Francisco, 14 oktober 2024) was een Amerikaans sociaal-psycholoog en een onderzoeker die wilde beproeven of elk mens het in zich heeft om succesvol te worden als hij voor de juiste sociale omstandigheden zorgt.
Zimbardo’s onderzoek is makkelijk herkenbaar en bruikbaar voor het grote publiek. Hij legde zijn bevindingen uit aan niet academisch gevormden en aan de media. Zimbardo was vooral actief in de sociale psychologie, persoonlijkheidspsychologie en psychologie van het afwijkend gedrag. Zijn onderzoek behandelt vooral vragen zoals 'Waarom doen goede mensen duivelse daden?', 'Waarom doen slimme mensen domme dingen?' en 'Waarom doen gewone mensen onverwachte dingen?'.

## Gevangenisexperiment
Zimbardo is vooral bekend van het gevangenisexperiment dat hij samen met drie collega’s in 1971 uitvoerde in de kelders van de Universiteit van Stanford. Het toont de dramatische gevolgen van normale, gezonde studenten die in een namaakgevangenis werden gestopt. Het is een klassiek geworden voorbeeld van de kracht van de sociale situatie.
Uit later onderzoek naar zijn gevangenisexperiment bleek echter dat Zimbardo en zijn medewerkers de omstandigheden van het experiment op dusdanige manier hadden gemanipuleerd dat het experiment weinig tot geen wetenschappelijke waarde bleek te hebben. 
Het gevangenisexperiment heeft generaties van beleidsmakers en wetenschappers beïnvloed. Het idee dat de mens van nature slecht is heeft zijn intrede gemaakt in het algemene denken, dankzij onder andere Zimbardo's gemanipuleerde gevangenisexperiment.

## Overlijden
Zimbardo overleed op 14 oktober 2024 op 91-jarige leeftijd.